# بلاجروسا

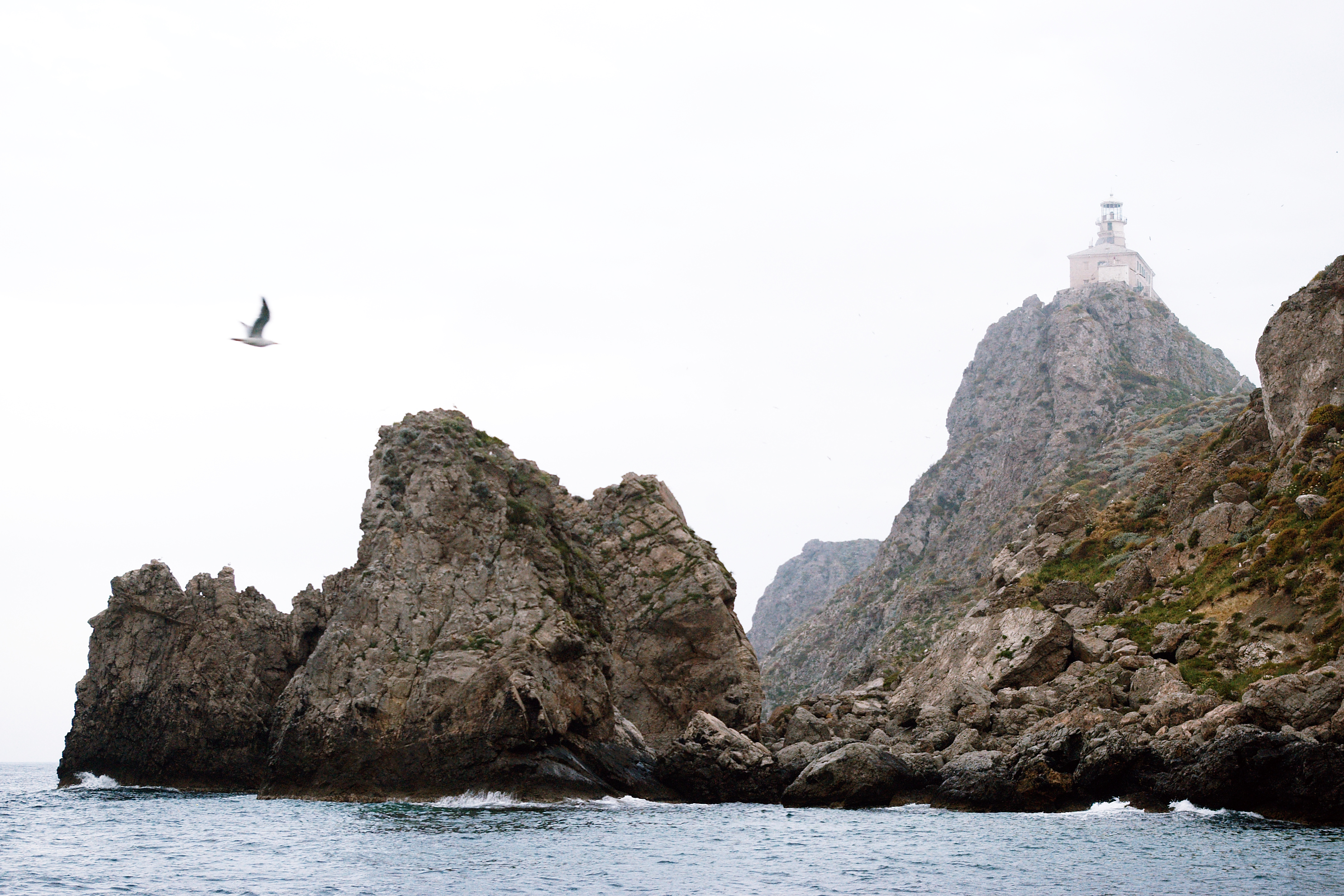
الفنار في بلاجروسا.

بلاجروسا، أرخبيل من الجزر الصغيرة النائية في وسط البحر الأدرياتيكي تتبع كرواتيا.
تبلغ مساحة بلاجروسا نحو 123 كيلومتراً (76 ميلاً) إلى الجنوب من سبليت بكرواتيا، و53 كم (33 ميل) شرق شبه جزيرة غارغانو بإيطاليا. بلاجروسا هي أبعد إلى الجنوب من بريفلاكا، مما يجعلها تقع في جنوب جمهورية كرواتيا. وتعد غير مأهولة بالسكان المستقرين؛ إلا من قبل موظفي الفنار ويزورها السياح في الصيف في بعض الأحيان. ويمكن الوصول إليها بواسطة القوارب مستأجرة ذات محركات، مما يتطلب رحلة من ساعتين إلى ثلاث ساعات من جزيرة كورتشولا.